# Springfield (contea di Delaware, Pennsylvania)
Springfield è una township ed insieme un census-designated place degli Stati Uniti d'America, nella Contea di Delaware dello stato della Pennsylvania; sorge circa 15 km ad ovest di Filadelfia.
Si estende su una superficie di 16,6 km² e al censimento del 2005 contava 22 923 abitanti.